# 世界足球 胜利十一人2013
《世界足球 胜利十一人2013》是一款由科乐美公司制作和发行的足球类电子游戏。本游戏于2012年9月首先发行。游戏在PlayStation 3、任天堂3DS、PlayStation Portable和Xbox 360等平台发行。
本游戏的demo版本在2012年7月释出。
游戏收到普遍正面评价。GameRankings给予本游戏81.55%的分数。

## 外部連結
- 官方网站